# Scorpiops lowei
Espèce
Scorpiops lowei est une espèce de scorpions de la famille des Scorpiopidae.

## Distribution
Cette espèce est endémique du Yunnan en Chine. Elle se rencontre dans le xian de Menghai.

## Description
Le mâle holotype mesure 46,0 mm et la femelle paratype mesure 50,9 mm, les mâles mesurent de 37,9 à 46,0 mm et les femelles de 39,7 à 50,9 mm.

## Systématique et taxinomie
Cette espèce a été décrite par Tang en 2022.

## Étymologie
Cette espèce est nommée en l'honneur de Graeme Lowe.

## Publication originale
- Tang, 2022 : « Reanalysis of the Yunnan population of Scorpiops kubani with a description of a new species, Scorpiops lowei sp. n. (Scorpiones: Scorpiopidae). » Euscorpius, no 361, p. 1-22 (texte intégral).